# Javi Moreno
Javier Moreno Valera (* 10. září 1974 Silla, Španělsko) je španělský fotbalový útočník, který už ukončil kariéru.

## Přestupy
- - z Deportivo Alavés do AC Milan za 16 000 000 eur
  - z AC Milan do Atlético Madrid za 13 000 000 eur

## Statistika
| Klub             | Sezóna  | Liga   | Liga | Pohár  | Pohár | LM či EL | LM či EL | celkem | celkem |
| Klub             | Sezóna  | zápasy | góly | zápasy | góly  | zápasy   | góly     | zápasy | góly   |
| ---------------- | ------- | ------ | ---- | ------ | ----- | -------- | -------- | ------ | ------ |
| FC Barcelona B   | 1995/96 | 10     | 5    | ?      | ?     | ?        | ?        | ?      | ?      |
| FC Barcelona B   | 1996/97 | 6      | 0    | ?      | ?     | ?        | ?        | ?      | ?      |
| FC Córdoba       | 1997    | 15     | 0    | ?      | ?     | ?        | ?        | ?      | ?      |
| Yeclano          | 1997/98 | 16     | 6    | ?      | ?     | ?        | ?        | ?      | ?      |
| Deportivo Alavés | 1998    | 10     | 1    | ?      | ?     | ?        | ?        | ?      | ?      |
| Numancia         | 1998/99 | 38     | 18   | ?      | ?     | ?        | ?        | ?      | ?      |
| Deportivo Alavés | 1999/00 | 36     | 7    | ?      | ?     | ?        | ?        | ?      | ?      |
| Deportivo Alavés | 2000/01 | 34     | 22   | ?      | ?     | ?        | ?        | ?      | ?      |
| AC Milan         | 2001/02 | 16     | 2    | ?      | ?     | ?        | ?        | ?      | ?      |
| Atlético Madrid  | 2002/03 | 24     | 5    | ?      | ?     | ?        | ?        | ?      | ?      |
| Atlético Madrid  | 2003/04 | 5      | 0    | ?      | ?     | ?        | ?        | ?      | ?      |
| Bolton Wanderers | 2004    | 8      | 0    | ?      | ?     | ?        | ?        | ?      | ?      |
| Real Zaragoza    | 2004/05 | 18     | 4    | ?      | ?     | ?        | ?        | ?      | ?      |
| Atlético Madrid  | 2005/06 | 1      | 0    | ?      | ?     | ?        | ?        | ?      | ?      |
| FC Córdoba       | 2005/06 | 35     | 17   | ?      | ?     | ?        | ?        | ?      | ?      |
| FC Córdoba       | 2006/07 | 32     | 24   | ?      | ?     | ?        | ?        | ?      | ?      |
| FC Córdoba       | 2007/08 | 27     | 7    | ?      | ?     | ?        | ?        | ?      | ?      |
| UD Ibiza         | 2009    | 13     | 2    | ?      | ?     | ?        | ?        | ?      | ?      |
| FC Lucena        | 2009/10 | 8      | 1    | ?      | ?     | ?        | ?        | ?      | ?      |
| FC Lucena        | Celkově | 371    | 130  | ?      | ?     | ?        | ?        | ?      | ?      |

## Úspěchy

### Klubové
- - 1× vítěz španělského superpoháru (2004)

### Individuální
- - 1× nejlepší střelec Poháru UEFA (2000/01)